# Разбојиште
Разбојиште је насељено место у саставу општине Подгорач у Осјечко-барањској жупанији, Република Хрватска.

## Историја
До територијалне реорганизације у Хрватској налазило се у саставу старе општине Нашице.

## Становништво
На попису становништва 2011. године, Разбојиште је имало 283 становника.

## Попис1991.
На попису становништва 1991. године, насељено место Разбојиште је имало 414 становника, следећег националног састава:
| Попис 1991.‍  | Попис 1991.‍  | Попис 1991.‍ | Попис 1991.‍ | Попис 1991.‍ |
| ------------ | ------------ | ----------- | ----------- | ----------- |
|              |              |             |             |             |
| Хрвати       | Хрвати       |             | 394         | 95,16%      |
| Срби         | Срби         |             | 8           | 1,93%       |
| Словаци      | Словаци      |             | 7           | 1,69%       |
| Мађари       | Мађари       |             | 1           | 0,24%       |
| Словенци     | Словенци     |             | 1           | 0,24%       |
| неопредељени | неопредељени |             | 1           | 0,24%       |
| непознато    | непознато    |             | 2           | 0,48%       |
| укупно: 414  |              |             |             |             |